# Abdelhafid ben Hassan
Moulay Abdelhafid (en arabe : مُولَاي عَبْد ٱلْحَفِيظ, amazighe : ⵎⵓⵍⴰⵢ ⵄⴱⴷ ⵍⵃⴰⴼⵉⴺ), ou éventuellement Moulay Abdelhafid ben Hassan, né en 1876 à Fès (Maroc) et mort le 4 avril 1937 en exil à Enghien-les-Bains (France), est le sultan alaouite qui a régné au Maroc du 5 janvier 1908 jusqu'à son abdication le 13 août 1912. Fils du sultan Hassan ben Mohammed (Hassan Ier) et de Lalla Aliya al-Settatiya, il est le frère du sultan Moulay Abdelaziz, auquel il succède.

## Biographie

### Règne

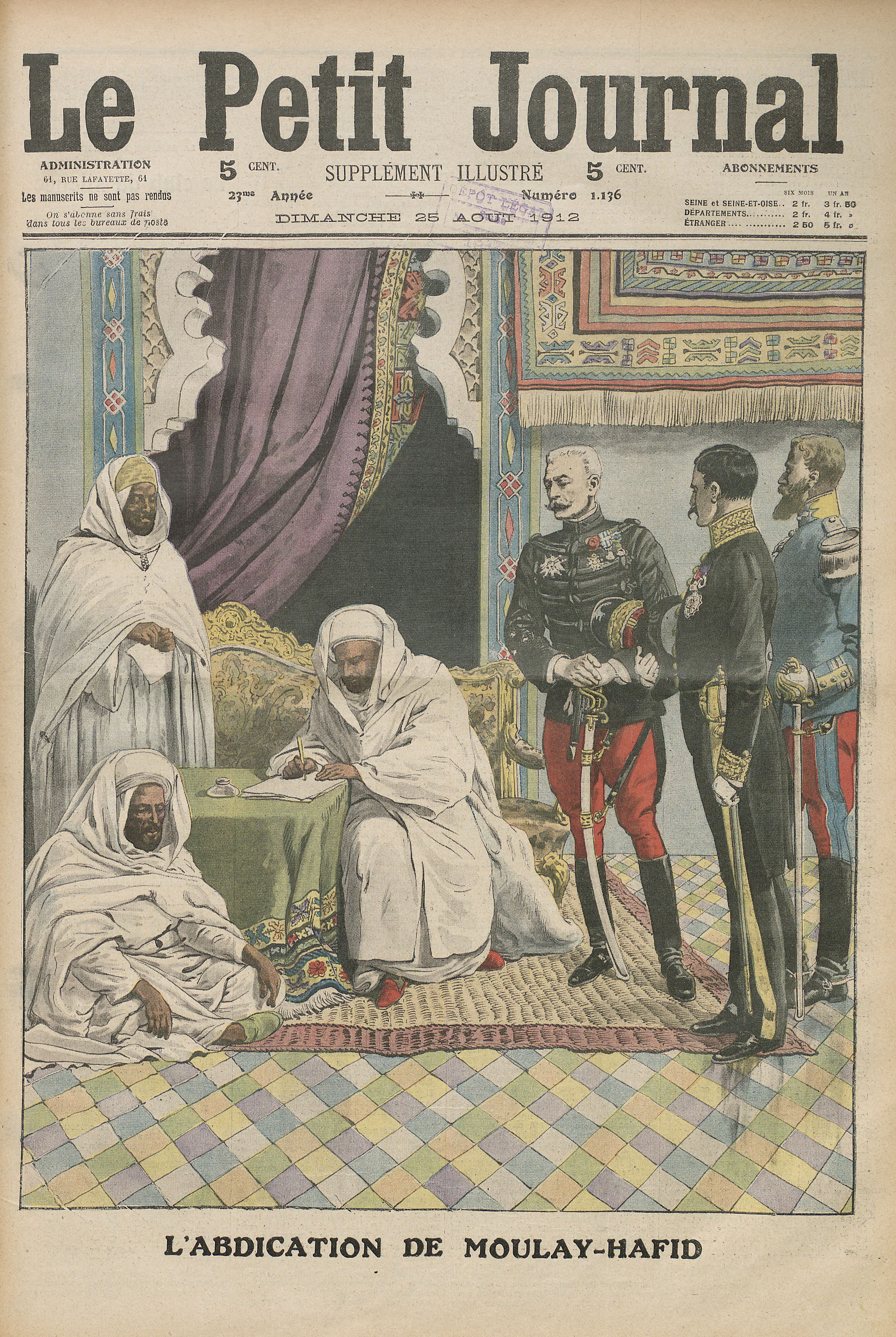
Son abdication illustrée par Le Petit Journal, Paris, no 1136, 25 août 1912.

Né en 1876 à Fès, Moulay Abdelhafid a de grandes connaissances en théologie en devenant maître de la Tariqa Tijaniyya,, du goût pour l'écriture poétique et à son actif la rédaction de plusieurs ouvrages.
Il est khalifa de Marrakech, la capitale du Sud. Opposé aux accords d'Algésiras, mais également motivé par le pouvoir, il destitue son frère, le sultan Moulay Abdelaziz, avec l'aide de Madani El Glaoui (1860-1918), son futur ministre de la Guerre puis Grand Vizir. D'abord proclamé sultan à Marrakech contre son frère, le 17 août 1907, son autorité, en tant que commandeur des croyants, ne peut s'imposer qu'à partir de son investiture à Fès, la capitale du Nord, par la beïa — acte d'allégeance — du 5 janvier 1908 (« [alors] établie et signée par ceux qui « lient et délient » : les dignitaires du makhzen, le corps des oulémas, les chérifs et les notables », et écrite par l'alem de Karaouyine Ahmed ben Mouaz).
En 1910, il crée le premier ordre honorifique civil et militaire du Maroc, l’Ordre du Ouissam hafidien, ordre à 5 classes sur le modèle de l’Ordre de la Légion d’honneur. L’ordre sera supprimé et remplacé en 1913 par l’Ordre du Ouissam alaouite.
En 1911, alors qu'il contrôle de plus en plus mal l'intérieur du pays, il se retrouve assiégé à Fès par des soulèvements populaires et sollicite l'aide française. Le général Moinier, à la tête d'une armée de 23 000 hommes, le libère le 21 mai 1911. La situation est irréversible et aboutit au traité franco-marocain de Fès, qu'il signe le 30 mars 1912, le Maroc se retrouvant désormais sous protectorat. 
Le sultan dit qu'il ira jusqu'à mettre fin à ses jours si la France continue à s'opposer à sa volonté (d'abdiquer). Et comme Kaddour Benghabrit lui objecte la loi divine prononcé dans le Coran, il a cette réponse qui nous introduit au cœur de son drame : « J'ai inauguré bien des choses au Maroc. J'inaugurerai le suicide ». Le 13 août 1912, il abdique en faveur de son demi-frère Moulay Youssef, déjà père du futur roi Mohammed V, puis l'heure de son exil sonne : le 15 août, il arrive à Marseille.

### Exil et décès
Après avoir vécu brièvement en France, puis à Tanger et, pendant la Première Guerre mondiale, en Espagne, Moulay Abdelhafid s'installe de nouveau en France, à Enghien-les-Bains, où il meurt quelque vingt ans plus tard, le 4 avril 1937. Le lendemain, son corps est déposé dans un cercueil de plomb dans la bibliothèque de la Grande Mosquée de Paris, en présence de ses imams et de Si Kaddour ben Ghabrit ; il est ensuite inhumé au Maroc dans le mausolée Moulay-Abdallah, à Bou Geloud, sur les hauteurs de Fès.
Pendant son exil, Moulay Abdelhafid a adhéré à la franc-maçonnerie. Il est initié vers la fin de 1920 à Madrid, au sein de la loge « Union hispano-américaine » no 379 du Grand Orient espagnol (es). Arrivé en France, il s'affilie, le 13 janvier 1927, à la loge « Jean-Jacques Rousseau » du Grand Orient de France, à l'Orient de Montmorency (Val-d'Oise). Il demande également son affiliation, en février 1927, au sein de la loge « Plus Ultra » no 452 de la Grande Loge de France, à l'Orient de Paris.

## Mariages et descendance
De ses mariages Moulay Abdelhafid a au moins six enfants. Il épouse quatre femmes :
1. Lalla Rabia bint Madani el Glaoui, leur mariage a lieu vers 1905[13] et elle décéda en 1924[14], ensemble, ils ont deux fils et deux filles[14], parmi eux :
  - Moulay Idriss (né en 1905)[15],[13].
  - Lalla Amina[16],[14] (décès en 1950), en premières noces elle épousa le prince Moulay Mohammed al-Hassan ben Youssef[14] et en secondes noces, elle épousa Moulay Lafchar el Alaoui[14]. Elle meurt à Fès en 1950 et est enterrée dans la nécropole royale de cette même ville[17].
2. Lalla Rabaha bint Mouha Ou Hammou Zayani, leur mariage a lieu en décembre 1907[15].
3. Lalla Ruqiya bint Mohammed El Mokri, leur mariage a lieu en juillet 1910[15]. Leurs enfants sont :
  - Moulay Slimane Hafidi[14];
  - Sidi Mohammed (né en 1917)[15],[18].
4. Lalla Saadia bint Mohammed, leurs enfants sont[réf. nécessaire] :
  - SAR Prince Moulay Abdellah né en 1910 à Fès et mort en septembre 1970 à l'hôpital Avicenne, Rabat. Époux de Chrifa Lalla Hnia (née en 1912 et morte le 13 décembre 1990).[réf. nécessaire]

## Dans la fiction
Ce sultan est l'un des personnages principaux de l'épisode Le Crime du Sultan de la série télévisée Les Brigades du Tigre, réalisé en 1976, où il est incarné par Hans Wyprächtiger (de).

### Iconographie
- « Photographies de Moulay Abdelhafid lors de son arrivée à Marseille le 15 août 1912, à la suite de son départ en exil », sur Bibliothèque nationale de France (consulté le 6 octobre 2015).